# Victor Cruz
Victor Cruz (Paterson, 11 novembre 1986) è un ex giocatore di football americano statunitense che ha militato nel ruolo di wide receiver nella National Football League (NFL).
Firmò come free agent dopo non essere stato scelto nel Draft NFL 2010 coi New York Giants. Al college ha giocato a football alla University of Massachusetts. Coi Giants ha vinto il Super Bowl XLVI partendo da titolare e segnando un touchdown su passaggio di Eli Manning.

## Carriera professionistica

### New York Giants

#### Stagione 2010
Cruz si fece notare già in una gara di pre-stagione contro i New York Jets il 16 agosto 2010 quando aiutò i Giants a vincere 31-16 ricevendo 6 passaggi per 145 yard e 3 touchdown. Egli terminò la pre-stagione guidando la NFL 297 yard ricevute, al primo posto alla pari con 4 touchdown e secondo con 15 ricezioni totali venendo selezionato per un posto tra i 53 totali del roster dei Giants della stagione regolare. Cruz giocò tre partite all'inizio della stagione, senza registrare una sola presa prima che un infortunio al tendine del ginocchio lo tenesse fuori per il resto dell'anno.

#### Stagione 2011
Dopo che i Giants persero Steve Smith come free agent, Cruz iniziò la stagione come quarto wide receiver della squadra, prima che gli infortuni a Mario Manningham e Domenik Hixon lo conducessero ad avere un grande ruolo nella vittoria dei Giants sui Philadelphia Eagles. Cruz terminò quella partita con 3 ricezioni per 110 yard e un touchdown, i primi della sua carriera.
Il 2 ottobre, coi Giants in svantaggio 27-24 contro gli Arizona Cardinals nel quarto periodo e quattro minuti rimanenti, Cruz compì una ricezione e cadde senza essere toccato sulla linea delle 29 yard dei Cardinals lasciando andare la palla. Credendo a torto che Cruz avesse compiuto un fumble dal momento che non era stato toccato, un giocatore dei Cardinal raccolse il pallone credendo fosse ancora in gioco. Nella giocata successiva, Eli Manning lanciò il touchdown della vittoria segnato da Hakeem Nicks.
Nella sconfitta della quinta settimana per 36-25 contro i Seattle Seahawks, Cruz ricevette con una mano un passaggio da 68 yard trasformandolo in un touchdown. Nel seguito della partita, Cruz perse anche un fumble, permettendo anche a Seattle di pareggiare la gara sul 22-22. In seguito, coi Giants sotto 29-25 nella linea delle 20 yard, Cruz scivolò tentando di prendere il pallone in aria, il quale finì tra le braccia di Brandon Browner che lo ritornò per 94 yard siglando il touchdown della sicurezza per Seattle.
Nella settimana 16, Victor pareggiò il record NFL con una ricezione da 99 yard trasformata in touchdown contro i New York Jets. Le sue 89 yard dopo la presa sono il massimo per coloro che hanno segnato una ricezione da 99 yard. Nella stessa partita superò Amani Toomer per il record di franchigia di yard ricevute in una stagione. Cruz fu nominato prima riserva per il Pro Bowl, il primo della sua carriera.

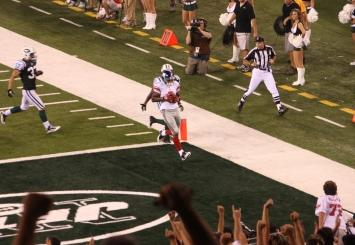
Cruz nel 2010 contro i Jets

Nella settimana 17, in una partita da dentro o fuori contro i Dallas Cowboys per l'ultima wild card disponibile nella NFC, Cruz totalizzò 6 ricezioni per 178 yard, compresa la prima segnatura della partita con un touchdown da 74 yard, oltre ad una ricezione da 44 yard su una situazione di terzo&7 che mise i Giants in condizione di calciare il field goal che li portò in vantaggio di 5 punti. I Giants segnarono un altro touchdown, un passaggio da 4 yard da Manning a Nicks, stabilendo un record di 15 passaggi da touchdown nel quarto periodo in una stagione per Eli Manning e battendo i Cowboys 31-14. Cruz terminò la stagione con 1 536 yard ricevute (record di franchigia) su 82 ricezioni e 9 touchdown. Cruz fu inserito nella seconda formazione ideale della stagione dall'Associated Press.
Nei playoff, i Giants superarono prima agevolmente gli Atlanta Falcons 24-2, poi i favoritissimi e campioni carica Green Bay Packers e nella finale della NFC i San Francisco 49ers ai supplementari, dove Cruz mise a segno 10 ricezioni per 142 yard, guadagnandosi l'accesso al Super Bowl XLVI. Il 5 febbraio 2012, i Giants superarono i Patriots 21-17 e Victor Cruz si laureò per la prima volta campione NFL.
A fine stagione, Cruz fu votato al 39º posto nella NFL Top 100, l'annuale classifica dei migliori cento giocatori della stagione.

#### Stagione 2012
Il 5 settembre 2012, nella prima gara della nuova stagione, i Cowboys si vendicarono dei New York Giants campioni in carica che li avevano esclusi dalla corsa ai playoff l'annata precedente, vincendo 24-17 in trasferta. Cruz fu il miglior ricevitore dei Giants con 58 yard ma faticò per tutta la partita lasciandosi sfuggire dalle mani tre palloni. Nel turno successivo, nel giorno in cui Eli Manning stabilì il proprio primato in carriera con 510 yard passate, Cruz ricevette ben 179 yard e segnò un touchdown che contribuì alla vittoria in rimonta dei Giants sui Tampa Bay Buccaneers. Nel Thursday Night Football della settimana 3 vinto contro i Carolina Panthers, la difesa avversaria si concentrò su Cruz a causa dell'infortunio dell'altro ricevitore titolare Hakeem Nicks. Victor concluse la gara con 6 passaggi ricevuti per 42 yard.
Nella settimana 4 i Giants persero l'ottava partita negli ultimi nove incontri disputati contro gli Eagles sbagliando il potenziale field goal della vittoria a 15 secondi dalla fine. Victor tuttavia giocò bene ricevendo 109 yard e segnando un touchdown. Nel turno successivo i Giants si portarono su un record di 3-2 vincendo sui Cleveland Browns: Cruz ricevette 50 yard e stabilì il proprio primato in carriera segnando 3 passaggi da touchdown.
Nella sesta settimana, i Giants ottennero una importante vittoria contro i 49ers nella rivincita della finale della NFC dell'anno precedente: Cruz ricevette 58 yard e segnò un altro touchdown. Nella settimana 7, Cruz segnò il touchdown della vittoria con un passaggio da 77 yard di Eli Manning a meno di due minuti dalla fine, con il ricevitore che terminò con 131 yard contro i Redskins.
Nella settimana 12 i Giants interruppero una striscia di tre sconfitte consecutive contro i Packers con Victor che segnò un touchdown. Nel turno successivo le 104 yard ricevute da Cruz non furono sufficienti ai Giants che furono battuti dai Redskins nel Monday Night.
Una rotonda vittoria per 54-27 sui Saints nella settimana 14 permise ai Giants di mantenere la testa della division con una gara di vantaggio su Redskins e Cowboys. Cruz contribuì con 121 yard ricevute, che gli fecero superare le mille stagionali per il secondo anno consecutivo, e il suo nono touchdown.
Il 26 dicembre, Cruz fu convocato per il primo Pro Bowl in carriera. Nell'ultimo turno di campionato, Cruz segnò un touchdown nell'inutile vittoria sugli Eagles con i Giants che rimasero fuori dai playoff. A fine anno fu classificato al numero 58 nella classifica dei migliori cento giocatori della stagione.

#### Stagione 2013
Il 14 giugno 2013, Cruz firmò un contratto annuale del valore di 2,87 milioni di dollari coi Giants. L'8 luglio il giocatore e la squadra giunsero a un accordo per legare a lungo termine Cruz alla franchigia, con un contratto di sei anni per un valore di 45,879 milioni di dollari. Nella settimana 1 i Giants persero per la prima volta contro i Cowboys all'AT&T Stadium dalla sua inaugurazione nel 2009 malgrado 118 yard e 3 touchdown ricevuti da Cruz. Nella settimana 4 contro i Chiefs ricevette 164 yard e segnò un TD da 69 yard ma i Giants persero ancora, partendo con un record di 0-4 per la prima volta dalla stagione 1987. L'annata di Cruz si concluse con 73 ricezioni per 998 yard e 4 touchdown coi Giants che si ripresero nella seconda parte della stagione ma non riuscirono a centrare i playoff per il secondo anno consecutivo.

#### Stagione 2014
Nella settimana 3 del 2014, Cruz tornò a segnare un touchdown dopo quasi un anno, ricevendo 107 yard nella prima vittoria stagionale dei Giants contro gli Houston Texans. Il 13 ottobre, nel terzo quarto della gara contro gli Eagles, Cruz si ruppe il tendine patellare, perdendo tutto il resto della stagione 2014 e anche tutta la successiva.

#### Stagione 2016
L'11 settembre 2016, Cruz fece il suo ritorno in campo dopo esattamente 700 giorni dall'ultima presenza: nella gara vinta per 20-19 contro i Cowboys andò subito a segno con il touchdown decisivo. Quella fu tuttavia l'unica marcatura di una stagione in cui disputò 15 gare, di cui 12 come titolare, chiudendo con 586 yard ricevute. Il 23 febbraio 2017 fu svincolato.

### Chicago Bears
Il 25 marzo 2017, Cruz firmò un contratto di un anno con i Chicago Bears. Il 1º settembre 2017 fu svincolato, optando per il ritiro.

## Palmarès

### Franchigia
- Super Bowl : 1

New York Giants: XLVI
- National Football Conference Championship: 1

New York Giants: 2011

### Individuale
- Convocazioni al Pro Bowl: 1

2012
- Second-Team All-Pro: 1

2011
- GMC Never Say Never Moment della settimana: 1

7a settimana della stagione 2012
- Record condiviso per il più lungo touchdown su ricezione (99 yard, contro i New York Jets il 24 dicembre 2011)
- Record di franchigia dei New York Giants per yard ricevute in una singola stagione (1.536)

## Statistiche
Fonte:
| Anno   | Squadra         | Gare | Gare | Ricezioni | Ricezioni | Ricezioni | Ricezioni | Ricezioni | Corse | Corse | Corse | Corse | Corse | Fumble | Fumble |
| Anno   | Squadra         | P    | PT   | Ric       | Yard      | Media     | Max       | TD        | Ten   | Yard  | Media | Max   | TD    | FUM    | Persi  |
| ------ | --------------- | ---- | ---- | --------- | --------- | --------- | --------- | --------- | ----- | ----- | ----- | ----- | ----- | ------ | ------ |
| 2010   | New York Giants | 3    | 0    | -         | -         | -         | -         | -         | -     | -     | -     | -     | -     | -      | -      |
| 2011   | New York Giants | 16   | 7    | 82        | 1 536     | 18,7      | 99T       | 9         | 1     | 3     | 3,0   | 3     | 0     | 1      | 1      |
| 2012   | New York Giants | 16   | 16   | 86        | 1 092     | 12,7      | 80T       | 10        | 0     | 0     | 0,0   | 0     | 0     | 0      | 0      |
| 2013   | New York Giants | 14   | 13   | 73        | 998       | 13,7      | 70T       | 4         | 0     | 0     | 0,0   | 0     | 0     | 1      | 1      |
| 2014   | New York Giants | 6    | 6    | 23        | 337       | 14,7      | 61        | 1         | 0     | 0     | 0,0   | 0     | 0     | 0      | 0      |
| 2016   | New York Giants | 15   | 12   | 39        | 586       | 15,0      | 48        | 1         | 0     | 0     | 0,0   | 0     | 0     | 1      | 1      |
| Career | Career          | 70   | 53   | 303       | 4 549     | 15,0      | 99        | 25        | 1     | 3     | 3,0   | 3     | 0     | 3      | 3      |